# Faial (otok)
Otok Faial (portugalska izgovorjava: [fɐˈjaɫ]) je portugalski otok Centralne skupine (Grupo Central) na Azorih. Najvzhodnejši del otoka vulkan Capelinhos je lahko tudi najzahodnejša točka Evrope, če se otok Monchique v bližini otoka Flores šteje za del Severne Amerike, saj leži na severnoameriški plošči.
S svojimi najbližjimi sosedi, otokom Pico (vzhodno čez kanal) in otokom São Jorge (severovzhodno čez kanal), tvori območje, splošno znano kot Triangel (Triângulo). Otok je bil znan tudi kot Ilha Azul (Modri otok), ki izhaja iz spisov portugalskega pesnika Raula Brandaga, zaradi velike količine hortenzij, ki cvetijo v poletnih mesecih:
Človek, ki je prišel na zamisel, da obda cesto s temi rastlinami, mora imeti na otoku kip. V nobenem drugem kraju ne uspevajo bolje: potrebujejo svetlobo, vlago in toploto ... so na svojem mestu Njihova modra barva je modra barva, ki krasi Azore na turobne dni ... to je modra, ki je še bolj modra, grozdi cvetja bolj intenzivni in sveži, so v vseh smereh: vzpenjajoč se po cestah in poljih tvorijo žive meje, služijo za delitev parcel in za zakritje mirnih živali. — Raul Brandão, As Ilhas Desconhecidas (1926), str. 33

## Zgodovina
V obdobju srednjeveških legend in neutemeljenih zgodb o mističnih deželah  se je otok Faial prvič pojavil na atlasu Catalão 1375–1377, kot Ilha da Ventura ali Insula de La Ventura (otok Ventura). Do leta 1427 so odkrili tisto, za kar se je najbolj sumilo: otoke sredi Atlantika (zlasti otoka Santa Maria in São Miguel). V naslednjih letih so se pojavila nova odkritja, dokler ni med prvim raziskovalnim potovanjem (leta 1451) morjeplovec Diogo de Teive raziskal obalo Faiala.
Humanist Gaspar Frutuoso je pisal, da prvi raziskovalci niso našli nenaseljenega otoka: deželo je okupiral puščavnik, ki je imel majhno jato in je živel v jami v notranjosti.
Leta 1460 so navtične karte označile ta otok kot Ilha de São Luis. Približno takrat je nemški intelektualac in prevajalec, ki je živel v Lizboni, Valentim Fernandes da Morávia pripovedoval prvo zgodbo o naselju na otoku. Kot je zapisal, je Frair Pedro, kraljičin spovednik, potoval s portugalsko Infanto D. Isabello, vojvodino Burgundsko, v Flandrijo, kjer se je srečal in razvil prijateljstvo s plemičem Jossejem van Huerterjem. Med pogovori se je D. Pedro pogovarjal z Van Huerterjem o otokih in da so obstajale zaloge srebra in kositra (za katere je predvideval, da so bile Ilhas Cassitérides (Otoki kositra)). Van Huerter je prepričal 15 drugih moških o donosnosti podjetja v arhipelagu.
Okoli leta 1465 se je Huerter prvič izkrcal na Faialu ob plaži Praia de Almofariz (danes Praia de Almoxarife). Ekspedicija je ostala na območju Lombe dos Frades približno eno leto, dokler ni zmanjkalo zalog. Njegovi rojaki so bili razburjeni zaradi pomanjkanja obljubljenih dragocenih kovin in Huerter je hitro pobegnil v Flandrijo in na dvor vojvodinje od Burgundske.
Leta 1467 se je Huerter vrnil v Faial na novo ekspedicijo, ki jo je podprla vojvodinja, ki je »naročila moškim in ženskam vseh starosti, pa tudi duhovnikom, da posredujejo svoja verska prepričanja, poleg ladij, opremljenih s pohištvom in potrebnimi pripomočki za kmetovanje in gradnjo hiš, in jih je poslala za dve leti, t vsem, kar so potrebovali za preživetje« (kot navaja nemški geograf, Martin Behaim v svojem besedilu Globo de Nuremberga). Opozoril je tudi, da je Isabella odredila, da se na otok pošljejo civilni kriminalci. Infante D. Fernando (vojvoda Viseu in mojster Kristusovega reda) je Van Heutereju podelil naziv kapitan-major () otoka. Takoj so imeli novi kolonisti težave s svojo novo kolonijo zaradi pomanjkanja pitne vode. Naselili so se v sosednjo dolino (ki še vedno nosi ime Flamengos, portugalski izraz za flamske ljudi). Van Huerter je zgradil majhno kapelo, posvečeno Svetemu križu (Santa Cruz). Sčasoma se je začasno vrnil v Lizbono, kjer se je poročil z D. Beatriz de Macedo, guvernerko vojvode Viseuja. Še vedno primeren pogajalec, se je vrnil na Faial in pospeševal naselitev kolonije in njegovih posesti. Leta 1467 je prepričal drugo skupino naseljencev, pod flamskim plemičem Willemom van der Haegenom (pozneje znanim kot Guilherme da Silveira), da svoje rojake, družine in podporno osebje pripelje na otok.
Naseljenci so se osredotočili na območje Conceição in Porto Pim, ustvarili jedra Vila de Orta (kasneje Vila de Horta), ime, ki je nastalo iz priimka Josseja van Huerterja. Leta 1490 je ta flamska skupnost štela približno 1500 ljudi in se jim je pridružilo več družin iz Alenteja, Moinha in drugih otokov v arhipelagu. Hitra rast otoka,v tej fazi, je bila posledica gojenja pšenice in rasti lesne industrije. Nekaj kasneje se je ime otoka spremenilo v »Faial«, zaradi velikega števila dreves Myrica faya (rod voskovke). Z izboljšanjem gospodarstva na otoku se je naseljevalo več Portugalcev in hitro se je flamski vpliv zmanjšal.
Leta 1583 je bila kot del španske okupacije Azorov (ki se je začela s pristankom na Terceiri) poslana španska flota v Faial. Med ekspedicijskim napadom je v Pasteleiro pristalo več oboroženih moških, ki so se priključili branilcem. Čeprav so jih okrepili francoski vojaki, se niso mogla upreti napadalcem. Med Ibersko zvezo Portugalske in Španije so otok pogosto napadali britanski in francoski pirati. Med letoma 1589 in 1597 sta Earl of Cumberland (George Clifford) in Earl of Essex (Robert Devereaux) napadla prebivalstvo brez obrambe. To je bilo deloma zaradi dotoka Špancev na otoke, kot priložnosti za izboljšanje iberskih poslovnežev. Na žalost so zasebniki oropali prebivalce in požigali, kar so pustili za seboj, ne da bi razlikovali med portugalskim in španskim. Da bi se zaščitili, so Faialenci zgradili številne trdnjave; v 18. stoletju jih je bilo več kot 20. pred obalo otoka Faial so 22. in 23. junija 1594, v bitki pri otoku Faial, tri ladje grofa Cumberlanda napadle 2000 tonsko karako Las Cinque Chagas, za katerega zgodovinarji verjamejo, da je bila najbogatejša ladja z zakladi, ki je kdaj plula iz Vzhodne Indije, jo razstrelili in izgubili ves tovor.
Vulkan Cabeço Gordo je izbruhnil leta 1672, kar je privedlo do izseljevanja v Brazilijo, vendar gospodarstvo ni bilo znatno oškodovano.
V vmesnih letih je Horta postala postanek za jezuitske misijonarje, ki so potovali v in iz Brazilije in Azije. Jezuiti so v Horti zgradili šolo, prav tako kot karmeličani in frančiškani. Raziskovalec James Cook je prav tako dosegel otoke, preden je začel svoje potovanje proti Tihemu oceanu v 18. stoletju.
Ljudje z otoka Faial so bili dejavni udeleženci v bojih med liberalci in absolutisti, končno pa so se odločili, da bodo naklonjeni liberalcem in pozdravili obisk kralja Pedra IV. Leta 1832. Zaradi svoje zvestobe je bila Horta povzdignjen v status mesta.
Leta 1876 so se začela dela na izgradnji doka v zaščitenem pristanišču Horta. Sčasoma se je pomen otoka Faial razširil preko tega doka, kot točka za transatlantski promet. Charles William Dabney, ameriški podjetnik (1794-1871), je bil odgovoren za rast otoške industrije s prevladujočim kitolovom, izvozom vina in pomaranč. Kot človekoljubna oseba je bil Dabney odgovoren za posodobitev gospodarstva otoka in podporo prebivalstvu, pomoč kmetijstvu in ustvarjanje trgov v tujini za njihovo blago. Poleg lastništva ladijske linije Fayal je bil konzul ZDA na Azorih 1826–1871; eden od treh Dabneyjev, ki so dolga leta držali mesto ameriškega konzula na Azorih . Rast industrije in čezatlantskega prometa je povečala pomen Horte kot varnega pristanišča in skladišča premoga. Leta 1919 se je pri Horti ustavilo prvo letalo, ki je prečkalo Atlantik. Hortin izjemen položaj je privedel tudi do tega, da je Pan American vzpostavil bazo Clipper. Podobno so bile v Horti britanske, ameriške, francoske, nemške in italijanske interkontinentalne podmorske kabelske postaje. Med drugo svetovno vojno je bila Horta tudi pomembna pomorska baza, ki je nudila zatočišče nekaterim zavezniškim ladjam, ki so sodelovale v invaziji v Normandiji.
Otok, odvisen od kitolova in kmetijstva, je ostal uspešen do izbruha vulkana Capelinhos leta 1957. Območja severne in zahodne obale so bile zelo prizadete, saj so bila kmetijska zemljišča nemogoča in pokrita s peskom in pepelom. To je bil vzrok za preseljevanje 4000 ljudi v Združene države, ki so jih vodili člani portugalske diaspore v Novi Angliji in vplivni senator iz Massachusettsa (John F. Kennedy). Poleg tega je bil kitolov kot uspešno komercialno podjetje počasi omejen z novostmi v kemijskem sektorju in vplivom na pravice živali.
Gospodarske in politične spremembe od osemdesetih let prejšnjega stoletja so pomagale pri oživitvi otoškega gospodarstva in razvoja. Potem ko so Azori pridobili status avtonomne regije Portugalske, je bila Horta edino mesto na otoku, ki mu je bilo dovoljeno gostiti regionalni parlament (Parlamento Regional) na Azorih

## Geografija

### Fizična geografija
Skupaj z ostalimi otoki v Azorskem arhipelagu je Faial vulkanskega izvora in je blizu tektonskega razmika med evropsko in severnoameriško ploščo. Dejansko se otok lahko obravnava (z geofizične perspektive) kot najzahodnejša točka Evrope (dva otoka zahodno od Faiala, Flores in Corva, sta že na severnoameriški plošči).
Vizualno je otok označen kot nepravilen peterokotnik, ki zavzema površino približno 173 kvadratnih kilometrov in se oblikuje vzdolž razpoke, ki se razteza od srednjeatlantskega hrbta do prelomov Hirondella. To je isti prelom, ki razpolavlja preostanek osrednje skupine otokov vzdolž orientacije zahod-severozahod do vzhod-jugovzhod. Čeprav je nastala zaradi kompleksnih vulkanoloških dogodkov, na sedanji kopenski površini prevladuje krater njegovega osrednjega stratovulkana z relativno rahlo nagnjenimi brežinami, ki kažejo majhne znake velike erozije.
Otok je nastal iz več geomorfoloških struktur, ki so posledica vulkanizma in drugih tektonskih sil:
- Narava stratovulkanske strukture povzroča na otoku da konvergira v osrednjem vulkanskem kompleksu Kaldera, z najvišjo točko na južnem robu, na vrhu Cabeço Gordo (1043 m nadmorske višine). Kaldera (Caldeira) je skoraj okrogla, premera 2000 m, z globino 400 m pod vrhom Cabeço Gordo (skoraj 570 m nad morjem). Njeno središče je razdrobljeno z vodnim močvirjem, goščavo in manjšimi žlindrastimi stožci in obdano s skoraj navpičnimi klifi z raznovrstno vegetacijo, endemično ali invazivno za Makaronezijo. Sestavljen je iz piroklastičnega materiala, pumitskih izstrelkov, freatičnih in freatomagmatskih usedlin ter primerov piroklastičnih tokov in laharjev.
- Tektonski jarek Pedro Miguel na severovzhodu otoka je zaznamovan z obsežnim prelomnim sistemom, ki prikazuje ostanke prvotnega osrednjega vulkana Ribeirinha, ki je oblikoval otok.
- Na jugovzhodu so za platformo Horta značilni nizka nadmorska višina in obsežni tokovi lave. Več strombolskih in surtsejskih stožcev, kot je Monte da Guia, pokrivajo območje glavnega urbanega središča otoka.
- Vulkanski kompleks Capelo je najnovejša geomorfološka značilnost, sestavljena iz linearnega niza con žlindre, ki je posledica bazaltnega vulkanizma nizke eksplozivnosti. Zadnji izbruh se je zgodil ob Costa da Nau in Ponta dos Caplinhos, v bližini majhne župnije Capelo 27. septembra 1957. Najprej se je majhen »Ilha Nova« (nov otok) oblikoval ob obali in hitro izginil. Med kasnejšim izbruhom se je ob obali izoblikoval stožec in potem je vulkanska aktivnost izginila. Vulkan je ponovno začel delovati 16. decembra 1957; to je trajalo do 12. maja 1958 in povezalo otoček s Faialom, s čimer je dejansko razširil otok za 2,4 km² in razširil Ponta dos Capelinhos v zahodni ocean.

### Ekoregije/Zaščitena območja
Leta 2008 je regionalna vlada Azorov vzpostavila obsežen upravni okvir za upravljanje in spodbujanje različnih okoljskih ekosistemov otoka. Ta območja so bila reorganizirana v okviru Regionalnega zakonodajnega odloka 46/2008 / A, v naravni park Faial, ki vključuje 13 zavarovanih območij:

#### Naravni rezervati
- [FAI01] Naravni rezervat Caldeirinhas (Reserva Natural das Caldeirinhas)
- [FAI02] Naravni rezervat Caldeira (Reserva Natural da Caldeira do Faial)
- [FAI03] Naravni rezervat Morro do Castelo Branco (Reserva Natural do Morro do Castelo Branco)

#### Zavarovana območja za upravljanje habitatov in obalnih vrst
- [FAI04] zavarovano območje Cabeço do Fogo (Área Protegida za Gestão de Habitats ou Espécies do Cabeço do Fogo)
- [FAI05] zavarovano območje Capelinhos, severozahodna obala in Varadouro (Área Protegida, Gestão de Habitats ou Espécies dos Capelinhos, Costa Noroeste e Varadouro)
- [FAI06] Zavarovano območje Varadouro-Castelo Branco (Área Protegida, Gestão de Habitats ou Espécies Varadouro-Castelo Branco)
- [FAI07] Zavarovano območje Lomba Grande (Área Protegida para a Gestão de Habitats ou Espécies Lomba Grande)

#### Zavarovane krajine
- [FAI08] zaščitena pokrajina Monte da Guia (Área de Paisagem Protegida do Monte da Guia)
- [FAI09] zaščitena pokrajina osrednje cone (Área de Paisagem Protegida da Zona Central)

#### Zavarovana območja za upravljanje virov
- [FAI10] območje zaščitenih virov (sektor Faial) Kanal Faial-Pico (Área Protegida de Gestão de Recursos do Canal Faial-Pico / Sector Faial)
- [FAI11] zaščiteno območje virov Castelo Branco (Área Protegida de Gestão de Recursos do Castelo Branco)
- [FAI12] Območje zavarovanih virov Capelinhos (Área Protegida de Gestão de Recursos dos Capelinhos)
- [FAI13] območje zaščitenih virov Cedros (Área Protegida de Gestão de Recursos dos Cedros)

Poleg tega je na otoku Faial še nekaj gozdnih rezervatov pod vodstvom Regionalnega direktorata za gozdove (Direcção Regional de Recursos Florestais):
- Gozdni rezervat Capelo Reserva Florestal do Capelo)
- Gozdni rezervat Cabouco Velho (Reserva Florestal do Cabouco Velho)
- Rekreacijski gozdni rezervat Falca (Reserva Florestal de Recreio da Falca)

#### Druga področja geološkega ali okoljskega interesa
- Jama Anelares (Gruta dos Anelares) ob južni cesti Ribeira da Lombega v Castelu Brancu, je geološka formacija, ki je nastala iz lavine cevi v bližini gorske obale: razteza se 35,5 m od Ribeire da Lombega, je 2,5 metra široka in je na najvišji točki 3,7 metra visoka.

Leta 2013 je podmornica Lula1000, medtem ko se je potapljala v kanalu Faial-Pico, odkrila koralni greben 280–300 metrov globoko in pokriva površino 1000 kvadratnih metrov. V sporočilu Fundacije Rebikoff – Niggeler je skupina predlagala, da je oblikovanje grebenov pomembno prvo odkritje za podmorsko ekipo, ki je bila v vodah Azorov od leta 1994, da bi dokumentirala morsko globino. Do takrat ni bilo nobenih dokumentiranih zapisov o koralnih grebenih na taki globini v vodah Azorov ali na tako oddaljenosti od Faiala.

### Družbena geografija
Upravno je otok urejen kot ena občina s sedežem v mestu Horta. Operativno je na voljo trinajst civilnih župnij z lastnimi skupščinami, od katerih so tri (Angústias, Matriz in Conceição) glavno urbanizirano jedro:
- Angústias; mestna župnija, ki vključuje žlindrine stožce Monte da Guia, Monte Escuro in Monte Carneiro, pa tudi otoško bolnišnico, glavne hotele, trgovska in kontejnerska pristanišča ter številne zgodovinske stavbe (kot so Fort Santa Cruz, Cedars in cerkev Nossa Senhora das Angústias): 3025 prebivalcev (2003).
- Conceição; urbanizirana in podeželska župnija, povezana z mestom Horta, s 1157 prebivalci leta 2001. To je bilo eno od jeder sodobnega mesta Horta, lokacija zgodovinskih utrdb Alagoa in Bom Jesus ter lokacija stavbe Courts in Fayal Sport Klub (in nogometno igrišče).
- Matriz; mestno središče mesta Horta, z 2523 prebivalci (2001); znamenitosti so muzej Horta, Sociedade Recreativa Amor da Pátria, Império dos Nobres, zgodovinski stolp z uro, nekdanja bolnišnica Walter Bensaúde, arhiv Horta in javna knjižnica ter lokacija občinske vlade (Câmara Municipal da Horta)

Preostale župnije (razen Flamengov) obkrožajo otok, ki ga povezuje regionalno cestno omrežje in njegove pomožne ceste:
- Flamengos; eno od prvih jeder naselitve in kolonizacije in edina notranja / obalna župnija v občini Horta, ki so jo ustanovili flamski kolonisti in portugalski naseljenci iz arhipelaga.
- Praia do Almoxarife; je obalna župnija na vzhodni obali, med Ponta da Espalamaca in Lomba dos Frades in je znana po črni peščeni plaži.
- Pedro Miguel; na vzhodni obali med Lombo dos Frades in Lombo Grande, njenih 723 prebivalcev pa je v potresu leta 1998 izgubilo svoje prvotno cerkev Nossa Senhora da Ajuda.
- Ribeirinha; je v dolini reke Pedro Miguel in je ob prelomni coni na območju vulkanskega kompleksa Ribeirinha na severovzhodni obali; Riberinha je zgodovinsko doživela številne potrese.
- Salão; najmanjša župnija po prebivalstvu, na severni obali Faiala, skupnosti, ki so jo zgradili španski naseljenci, ki so bili kasneje izgnani po koncu Iberske unije.
- Cedros; zgrajena na obalnih klifih planote Cedros vzdolž severne obale, je najstarejša župnija na Faialu, ki se ukvarja s kmetijstvom in mlečno industrijo (ter lokacijo zadruge za mleko C.A.L.F).
- Praia do Norte; območje nedavnega zgodovinskega vulkanizma, zgrajenega na slojih pepela in piroklastičnih nanosov, je župnija izginila med letoma 1672 in 1845 po izbruhu Cabeçoja do Fogoja, ki je opustel župnijo. Izseljevanje se je zgodilo tudi po izbruhu Capelinhosa leta 1957/58.
- Capelo; župnija, zgrajena vzdolž linearnega niza vulkanskih con, ki je dosegla vrhunec v izbruhu Capelinhosa 1957/58 ob zahodni obali. Kriza je povzročila izvajanje programa priseljevanja, ki ga je vodil senator John F. Kennedy, ki je zmanjšal število prebivalcev Faiala in Capela.
- Castelo Branco; na lokaciji mednarodnega letališča je 1115 prebivalcev vključenih v mešanico kmetijstva in podjetij, povezanih s primarnimi in sekundarnimi industrijami vzdolž južne obale, ki vključuje mikroklimo Varadouro.
- Feteira; v župniji, kjer prevladuje kmetijstvo, so prebivalci enako povezani s komercialnimi dejavnostmi v Horti, ki se razvijajo v predmestje večjega mesta.

Faial je bil v svoji poseljeni zgodovini prizadet zaradi različnih potresov in seizmičnih dogodkov. Najpomembnejši so bili potresi in popotresni sunki iz leta 1759–1760, ki so se zgodili okoli Božiča in Novega leta. Podoben po naravi je bil potres iz leta 1926, ki je v začetku aprila zabrisal mesto Horta, kjer so poročali o škodi v Flamengosu, Ribeirinhi in Conceição. Potem 31. avgusta ob 8:42 so novi potresi povzročili osem smrtnih žrtev in uničene zgradbe v Horti, kot tudi župnije Conceição, Praia do Almoxarife (uničili 220 domov), Flamengos, Feteira in Castelo Branco, Salao in večina Lomba do Pilar. Približno 4138 stanovanj in zgradb je bilo delno ali popolnoma poškodovano. Podobni tresljaji in dogodki so se čutili leta 1957–1958 (izbruh Capelinhosa), nato leta 1963 in ponovno leta 1973. Potres leta 1998, ki je pretresel otoke Faial, Pico in São Jorge ob 07:19 (njegov epicenter) severno-severovzhodno od Faiala (5,6 metra po Richterjevi lestvici) je povzročil škodo v župnijah Riberinha, Pedro Miguel, Salão in Cedros in večjo škodo v Castelu Brancu (predvsem Lombega), Flamengosu in Praia do Almoxarife. Osem ljudi je v potresu izgubilo življenje, 1700 pa jih je ostalo brez doma.

## Gospodarstvo
Faialova zgodnja gospodarska rast je bila pospešena z gojenjem in predelavo tkanin pobarvanih modro, proizvedeno iz rastline silina (v latinščini Isatis tinctoria). To je bil edini vir modre barve do konca 16. stoletja, ko so portugalske trgovske poti začele prinašati indigo z daljnega vzhoda. Gospodarsko rast in rast prebivalstva so vodile tudi številne legende o kositru in srebru, ki so jih ohranili člani portugalskega dvora.
Gospodarstvo otoka je do leta 1957 prineslo nekaj blaginje, ko je na zahodnem delu otoka izbruhnil vulkan Capelinhos, ki je ponovno aktiviral izseljevanje v Severno Ameriko, podprto z obljubami, da bo prizadetemu prebivalstvu pomagal senator iz Massachusettsa John F. Kennedy.
Glavni kmetijski viri otoka so krompir, žito, sadje in vino ter govedo (mlečna in mesna industrija). Mesto Horta je center trgovine in storitev otoka.
V 1970-ih je po „revoluciji nageljnov“ Portugalska doživela gospodarsko rast in odprlo se je letališče; z njim so prišli turisti. Po vstopu Portugalske v EGS je življenjski standard hitro naraščal in danes prebivalstvo na splošno uspeva.

## Arhitektura
Faial je turistični otok z bogato zbirko zgodovinskih, naravnih in sodobnih znamenitosti, ki vsako leto privabijo jahte, potniške ladje, turistične skupine in naravoslovce v hribe in na ulice otoka. Poleg številnih hotelov in nočitev z zajtrkom, ki so razpršeni po župnijah, bo obiskovalec, ki išče sonce, najverjetneje potoval na črne peščene plaže Praia de Almoxarife, Conceição in Porto Pim, kot tudi na skalne bazene, raztresene ob obali. Varadouro je en tak kraj, znan po toplejših vodah, mikroklimi, poletnih hišicah in zapletenih bazenih z morsko vodo. Znamenitosti so:
- Termas do Varadouro (Terme Varadouro)
- Geološki muzej Vulcano
- Center vulkana Capelinhos (vključno s svetilnikom Capelinhos)
- Escola de Artesanto do Capelo (Obrtna šola)
- Fort Santa Cruz
- Topniške baterije druge svetovne vojne
- Kapelica Nossa Senhora de Esperança - uničena kapela na območju župnijske cerkve, Capelo
- Kapela Nossa Senhora do Carmo - v Varadouro, Capelo
- Kapelica São Pedra - zapuščena kapela sv. Petra v Feteiri
- Cerkev Santa Catarina de Alexandria - v Castelu Brancu
- Cerkev Santissima Trinidade (Svete Trojice) - v Capelu
- Cerkev Divino Espírito Santo - ena najstarejših cerkva na otoku Feteira
- Cerkev Nossa Senhora das Dores - Praia do Norte

## Kultura

### Prazniki
Obstaja več posvetnih in verskih praznikov, ki sestavljajo koledar dogodkov na Faialu. Najpomembnejši se pojavljajo poleti. Od Vnebovzetja do avgusta so prazniki Svetega Duha pomembni dogodki v vsaki župniji in soseski. V teh prireditvah poteka procesija v krajevni cerkvi, kjer praznuje množica v skladu s tradicijo / legendo svete Elizabete Portugalske, nato pa se procesija vrača v lokalno império, kjer se postreže s prazničnim mesom in juho povabljenim gostom, podeli se ista juha in massa sovada (sladki kruh), kot tradicionalni znak pokore.
Zavetnik Faiala je sveti Janez Krstnik, ki ga 24. junija praznujejo kot São João da Caldeira. To je dan, ki se praznuje z mašo v kapeli São João, sledijo družinski pikniki ob cestah in poljih Caldere. Podobno se v Largo Jaime Melo v Horti ljudje zbirajo z otoka, da bi uživali v pikniku in drugih zabavah (kot so glasbena skupina in / ali pevci).
1. avgusta ljudje praznujejo letni praznik Nossa Senhora da Guia, praznovanje, ki ga je prvotno začel lokalni ribič v imenu Device Marije. V pristanišče prispe skupina majhnih čolnov, ki nosi kip Marije. Od tam, po blagoslovih, se kip odnese v procesiji do vrha Monte da Guia, kjer je maša v kapeli Monte da Guia.
Najpomembnejši festival je sekularni Semana do Mar (teden morja). To je tedensko praznovanje v Horti povezano z morjem, ki ga praznujejo v pesmih, plesih, razstavah in kioskih s prodajo različnih živil (lokalne in celinske Portugalske) in blaga. Čez dan je več jadralskih tekmovanj in razstav, v večernih urah pa več ponudbe živil vzdolž Avenide Marginal, drugi poslušajo in / ali plešejo ob priljubljenih in / ali tradicionalnih glasbenih delih na enem od več odrih, ki so namenjeni bandom, tradicionalnim in sodobnim glasbenim umetnikom. Dogodki se zaključijo s tradicionalno zaključno slovesnostjo in ognjemetom.

### Tradicija
Otok, tako kot nekateri drugi Azorski otoki, proizvaja sire in druge mlečne izdelke, skupaj s kravjim mesom in stranskimi proizvodi, ki so znani na Portugalskem in ima bogato kulinariko, ki vključuje tudi lokalne morske jedi.
Scrimshaw, ročno delo iz kitovih zob, je tradicionalna obrt na Azorih. Vendar pa zaradi prepovedi kitolova na Portugalskem nekateri modeli tega lahko stanejo več sto evrov zaradi redkosti kitovih zob.